# Reims Champagne Run
Reims Champagne Run, anciennement Reims à toutes jambes puis Run in Reims, est un événement sportif regroupant différentes épreuves de course à pied organisées chaque mois d'octobre à Reims. Cet évènement rassemble chaque année environ 15 000 coureurs.

## Histoire

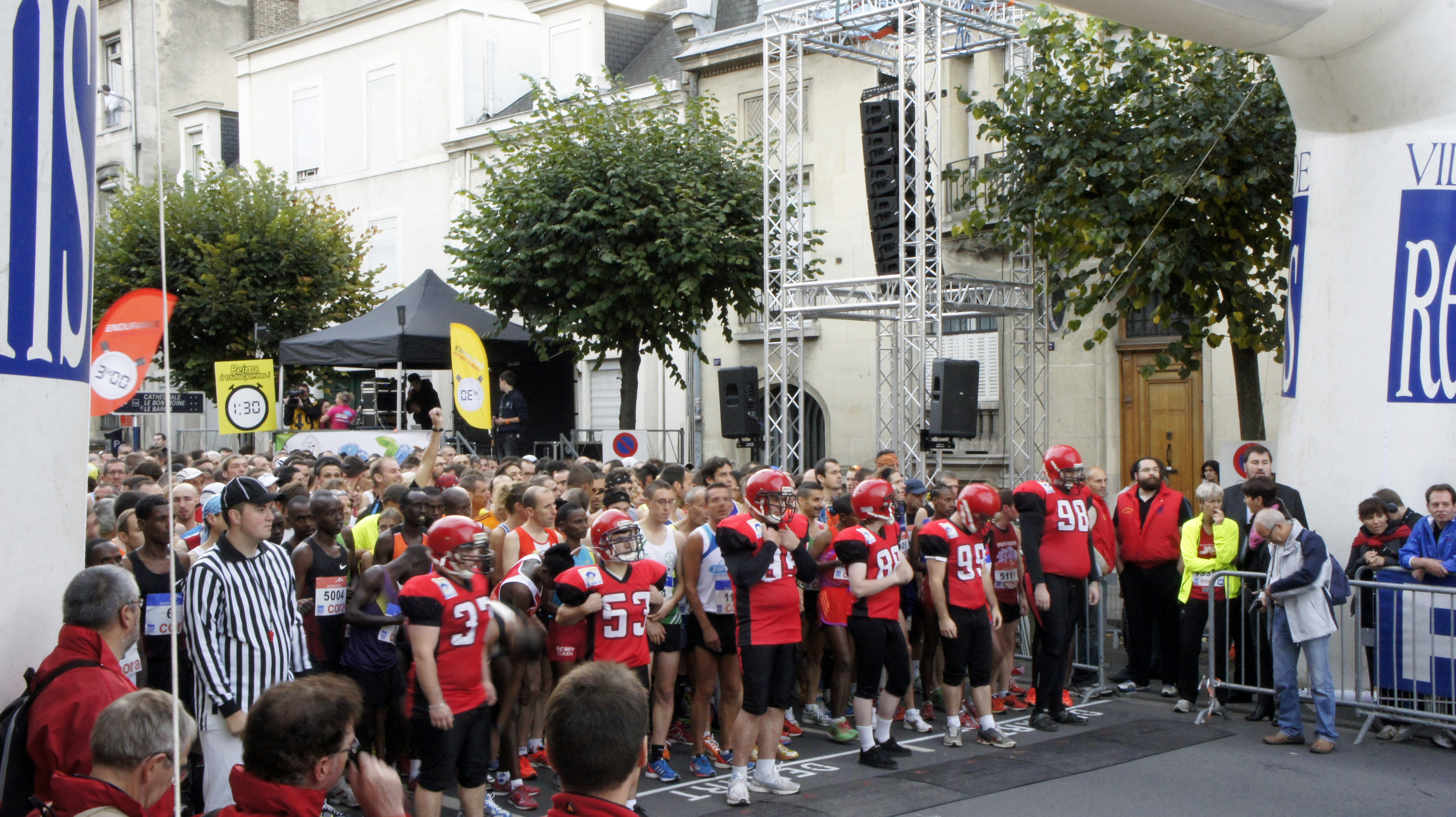
Le sur le départ.

Jusqu'en 2015, l'événement de course à pied dans les rues de Reims, organisé directement par la collectivité, se nommait Reims à toutes jambes. Les clubs d'athlétisme locaux étaient également impliqués dans l'organisation. En 2014, la 30e édition de Reims à toute jambes rassemble un nombre record de participants avec 15 262 coureurs dont 7 000 inscrits au 10 km France Bleu Champagne, 3 640 au semi-marathon (21,1 km) et 1 102 au marathon (42,195 km) selon les chiffres officiels.
En 2015, ASO est choisi par la ville pour organiser le marathon de Reims. Il l'inclut dans l'événement Run in Reims, déclinaison rémoise du Run in Lyon, qui comprend également un semi-marathon et un 10 kilomètres. L'événement rassemble au plus haut 14 000 coureurs, toutes compétitions confondues, en 2019.
En 2023, ASO n'est pas reconduit pour l'organisation de l'événement de course à pied rémois. La municipalité choisit plutôt l'entreprise Playground Event, associée à Finishers, déjà organisateur du Marathon de Montpellier. Le marathon disparait et est remplacé par un ultra-trail de 84 kilomètres. L'événement prend le nom de Reims Champagne Run. La première édition de ce nouveau format rassemble environ 7 500 coureurs sur le 10 km, 4 500 sur le semi-marathon, 850 jeunes coureurs sur la course des P'tits Rèmes, réservée aux enfants, et 500 traileurs sur le parcours de 88 kilomètres.
En octobre 2024, un record de 18 000 coureurs sont inscrits pour les cinq courses du week-end.

## Épreuves
- Le Sacré Trail, ultra-trail de plus de 80 km ;
- Le Semi des Rois, semi-marathon ;
- Les 10K de Rémus, 10 kilomètres ;
- 5KM Matmut, 5 kilomètres ;
- La Course des p'tits Rèmes, pour les jeunes âgés de 7 à 15 ans.

Anciennes courses
- Le marathon, disputé de 1984 à 2022[6].

## Palmarès
- Record de la course
- Championnats de France

### Marathon
| Année      | Vainqueur Hommes                | Temps   | Vainqueur Femmes              | Temps   |
| ---------- | ------------------------------- | ------- | ----------------------------- | ------- |
| 9-10-2016  | Nicolas Fichter (FRA)           | 2:40:52 | Claire Hermange (FRA)         | 3:20:35 |
| 11-10-2015 | Guillaume Ninforge (BEL)        | 2:43:11 | Anna Czupryniak (POL)         | 3:07:01 |
| 19-10-2014 | Dejene Kelkiew (ETH)            | 2:11:21 | Hailemaryam Ayantu (ETH)      | 2:33:59 |
| 20-10-2013 | Peter Kiplagat Chebet (KEN)     | 2:06:05 | Aberash Nesga (ETH)           | 2:35:11 |
| 21-10-2012 | Mark Kiplagat Kipchumba (KEN)   | 2:11:36 | Mude Zeytuna Abera (ETH)      | 2:38:45 |
| 16-10-2011 | Demessew Tsega (ETH)            | 2:09:44 | Julia Mombi (KEN)             | 2:29:35 |
| 17-10-2010 | Stephen Chebogut (KEN)          | 2:09:38 | Gisaw Melam (ETH)             | 2:28:58 |
| 18-10-2009 | Abebe Hailu Dogaga (ETH)        | 2:09:34 | Derebe Godana Gebissa (ETH)   | 2:31:45 |
| 19-10-2008 | David Kemboi (KEN)              | 2:07:53 | Agnes Kiprop (KEN)            | 2:32:37 |
| 21-10-2007 | David Kemboi (KEN)              | 2:09:08 | Martha Komu (KEN)             | 2:32:48 |
| 15-10-2006 | Pius Maritim (KEN)              | 2:13:55 | Martha Komu (KEN)             | 2:32:45 |
| 23-10-2005 | Hussen Adilo (ETH)              | 2:12:02 | Zekiros Adanech (ETH)         | 2:35:55 |
| 17-10-2004 | Joseph Nguran (KEN)             | 2:13:31 | Emebet Abossa (ETH)           | 2:35:59 |
| 26-10-2003 | Charles Kibiwott (KEN)          | 2:10:20 | Beatrice Omwanza (KEN)        | 2:32:02 |
| 20-10-2002 | Charles Kibiwott (KEN)          | 2:12:12 | Lucy Karimi (KEN)             | 2:35:26 |
| 21-10-2001 | Robert Kipkoech Cheruiyot (KEN) | 2:13:17 | Zhanna Malkova (RUS)          | 2:35:56 |
| 22-10-2000 | Benoît Zwierzchiewski (FRA)     | 2:10:47 | Chantal Dallenbach (SUI)      | 2:33:34 |
| 24-10-1999 | Fekadu Degefu (ETH)             | 2:11:33 | Alla Zhilyaeva (RUS)          | 2:31:27 |
| 11-10-1998 | Mohamed Ouaadi (FRA)            | 2:09:54 | Irina Permitina (RUS)         | 2:33:29 |
| 12-10-1997 | Ezael Thlobo (RSA)              | 2:12:03 | Zinaida Semenova (RUS)        | 2:36:19 |
| 20-10-1996 | Ezael Thlobo (RSA)              | 2:09:56 | Alina Tecuta (ROU)            | 2:34:01 |
| 22-10-1995 | Leszek Bebło (POL)              | 2:09:42 | Alla Zhilyaeva (RUS)          | 2:27:38 |
| 23-10-1994 | Vanderlei de Lima (BRA)         | 2:11:06 | Stefania Statkuviene (LTU)    | 2:32:22 |
| 17-10-1993 | Vincent Rousseau (BEL)          | 2:09:13 | Judit Nagy (HUN)              | 2:32:07 |
| 25-10-1992 | Leszek Bebło (POL)              | 2:11:42 | Lutsia Belyayeva (RUS)        | 2:38:09 |
| 20-10-1991 | Yevgeniy Okorokov (URS)         | 2:13:22 | Fabiola Oppliger (SUI)        | 2:38:08 |
| 14-10-1990 | Jean-Baptiste Protais (FRA)     | 2:17:30 | Judit Nagy (HUN)              | 2:41:53 |
| 22-10-1989 | Dominique Chauvelier (FRA)      | 2:16:28 | Martine Van De Gehuchte (BEL) | 2:44:37 |
| 16-10-1988 | Mohammed Youkmane (ALG)         | 2:15:46 | Martine Van De Gehuchte (BEL) | 2:39:18 |
| 18-10-1987 | Allaoua Khellil (ALG)           | 2:16:39 | Veronique Vauzelle (FRA)      | 2:42:02 |
| 19-10-1986 | Michel Lelut (FRA)              | 2:17:41 | Tanya Ball (GBR)              | 2:54:37 |
| 27-10-1985 | Alain Lazare (NCL)              | 2:16:07 | Chantal Langlacé (FRA)        | 2:42:18 |
| 28-10-1984 | Jean-Marie Ancion (BEL)         | 2:24:50 | Marie-France Vassogne (FRA)   | 3:00:17 |

### Semi-marathon
| Année | Vainqueur Hommes            | Temps   | Vainqueur Femmes           | Temps   |
| ----- | --------------------------- | ------- | -------------------------- | ------- |
| 2016  | Romain Prudon (???)         | 1:09:06 | Coralie Baudoux (???)      | 1:22:43 |
| 2015  | Seboka Bira (ETH)           | 1:01:12 | Perendis Lekapana (KEN)    | 1:11:03 |
| 2014  | Muhajr Haredin Sraj (BHR)   | 1:03:34 | Aziza Abate (ETH)          | 1:15:17 |
| 2013  | Charles Barongo Ogari (KEN) | 1:03:21 | Gladys Kipsoi (KEN)        | 1:11:45 |
| 2012  | Philemon Yator (KEN)        | 1:01:50 | Woynishet Girma (ETH)      | 1:11:13 |
| 2011  | Philemon Yator (KEN)        | 1:01:47 | Atsede Baysa (ETH)         | 1:09:58 |
| 2010  | Soloman Deksisa (ETH)       | 1:02:19 | Christelle Daunay (FRA)    | 1:08:34 |
| 2009  | Dieudonné Disi (RWA)        | 1:01:13 | Meseret Mengistu (ETH)     | 1:09:45 |
| 2008  | Dieudonné Disi (RWA)        | 1:02:04 | Gladys Cherono (KEN)       | 1:11:42 |
| 2007  | Dieudonné Disi (RWA)        | 1:01:13 | Azalech Maresha (ETH)      | 1:11:29 |
| 2006  | Vincent Krop (KEN)          | 1:03:22 | Pauline Wangui Ngigi (KEN) | 1:12:00 |
| 2005  | Ben Kimutai Kimwole (KEN)   | 1:02:27 | Teyba Erkesso (ETH)        | 1:10:00 |
| 2004  | Mesfin Hailu (ETH)          | 1:02:19 | Yelena Schoebareva (RUS)   | 1:12:53 |
| 2003  | Mesfin Hailu (ETH)          | 1:02:22 | Deriba Alemu (ETH)         | 1:10:45 |
| 2002  | Wilson Onsare (KEN)         | 1:02:52 | Isabella Ochichi (KEN)     | 1:10:03 |
| 2001  | Francis Komu Wachira (KEN)  | 1:02:39 | Isabella Ochichi (KEN)     | 1:09:05 |